# リヤ・ペトロヴァ
リヤ・ペトロヴァ (Liya Petrova) は、ブルガリアのヴァイオリニスト。

## 来歴
ソフィアにて生まれ、４歳からヴァイオリンを始める。６歳の時にはソフィア・ゾリステンと共演。2001年にロストックロストック音楽・演劇大学で入り、ヴァイオリンを学ぶ。2010年からブリュッセルの王立エリザベス音楽院でオーギュスタン・デュメイに師事。2016年にカール・ニールセン国際音楽コンクールで優勝。2014年に初来日。
https://dukesoftware.appspot.com/violinist/Liya_Petrova/
https://www.sakai-bunshin.com/event/myfavoritemelodies/